# Okręty ratownicze typu Safeguard
Okręty ratownicze typu Safeguard – seria czterech okrętów ratowniczych wykorzystywanych przez United States Navy.

## Historia
Wszystkie okręty typu Safeguard zbudowano i wprowadzono do służby w latach 1982–1986. Wykonywały szereg pomniejszych zadań, takich jak podnoszenie z dna morskiego rozbitych samolotów czy czarnych skrzynek, ściąganie z mielizny i holowanie statków i okrętów (w tym okrętów-celów) czy zabezpieczanie techniczne jednostek biorących udział w amerykańskich operacjach wojskowych.
Powierzano im jednak także misje o większym znaczeniu i rozgłosie w mediach, na przykład niesienie pomocy humanitarnej Japonii po tsunami i trzęsieniu ziemi w 2011 roku (Safeguard), zabezpieczanie strefy testów ICBM (Grasp), oczyszczanie portu w Charlestonie po huraganie Hugo (Grapple) czy poszukiwanie szczątków po katastrofie lotu TWA 800 (Grasp wydobył czarne skrzynki, jedno skrzydło i jeden silnik)
W latach 2006–2007 wszystkie jednostki typu Safeguard przesunięto do Military Sealift Command, gdzie nadal wypełniają dotychczasowe zadania.

## Opis techniczny
Okręty typu Safeguard realizują cztery główne typy zadań: ściąganie innych jednostek z mielizny, podnoszenie ciężkich ładunków z głębin (za pomocą dźwigu o nośności 40 ton), holowanie oraz prowadzenie operacji nurkowych. Mogą także spełniać funkcję jednostek pożarniczych (dysponują armatkami wodnymi) i naprawczych, a nawet służyć jako okręt-baza.

## Lista okrętów
| Nazwa          | Numer             | W służbie od           |
| -------------- | ----------------- | ---------------------- |
| USNS Safeguard | ARS 50 / T-ARS 50 | 17 sierpnia 1985 roku  |
| USNS Grasp     | ARS 51/ T-ARS 51  | 14 grudnia 1985 roku   |
| USNS Salvor    | ARS 52/ T-ARS 52  | 14 lipca 1986 roku     |
| USNS Grapple   | ARS 53/ T-ARS 53  | 15 listopada 1986 roku |